# Света Троица (Белимел)
Вижте пояснителната страница за други значения на Света Троица.
„Света Троица“ е православна църква в монтанското село Белимел, част от Видинската епархия на Българската православна църква. Църквата е от XVII век.

## Местоположение
Църквата е на 300 m северно от центъра на селото.

## История
Църквата е гробищен храм, построен върху останки от римски градеж, вероятно в ΧΙ – ΧΙΙΙ век. В 1688 година при потушаването на Чипровското въстание е разрушена и по-късно възстановена. Наосът е изграден в XVII век, притворът е от XVIII, а откритият нартекс е по-късен.
Иконостасът е таблен с частична резбена украса и позлата по кръста, рапидите и венчилката, по лозницата, царските двери и венчилките над царските и дяконските двери. Резбата е от растителни мотиви в симетрични композиции, състоящи се от шестлистни цветчета, палмети и гроздове. Лозницата има ажурна резба, изработена от цяла дъска. Резбата е дело на неизвестен майстор. На подиконните пана са изписани сцени от Шестоднева.
Царските икони са с дарителски надписи от 1883 година. Дело са на художника, изписал параклиса на Чипровския манастир. Основната част на иконостаса е изписан от майстор Данаил Щиплията, работил в Белимел в 1878 година. Иконата на Иисус Христос е рисувана от тревненския зограф Цаню Захариев в 1824 година, а иконата Свети Димитър е изографисана от поп Ганчо в 1816 година. Иконите на Света Богородица с младеница и на Свети Георги са в Чипровския исторически музей.
Владишкият трон и един от проскинитариите са с резбовани дарителски надписи от 1907 година и в горната си част имат щампована декорация по страниците. В храма има и два каменни свещника от 1851 година. Антиминисът от олтарния престол е от 1874 година.
В двора има много надгробни кръстове от XIX век. Тук е гробът на руския офицер Михаил Иванович, загинал тук през Руско-турската война от 1877 – 1878 година.